# ماركو تورسيغلييري
ماركو تورسيغلييري (12 يناير 1988 كاستيلار الأرجنتين - ) هو لاعب كرة قدم أرجنتيني، يلعب كمدافع.

## وصلات خارجية
ماركو تورسيغلييري على موقع اتحاد أوكرانيا (الإنجليزية)
- ماركو تورسيغلييري على موقع قاعدة بيانات كرة القدم.إي يو (الإنجليزية)
- ماركو تورسيغلييري على موقع Soccerway.com (الإنجليزية)
- ماركو تورسيغلييري على موقع عالم كرة القدم.نت (الإنجليزية)
- ماركو تورسيغلييري على موقع AS.com (الإسبانية)